# Rassensegregatie in de Verenigde Staten

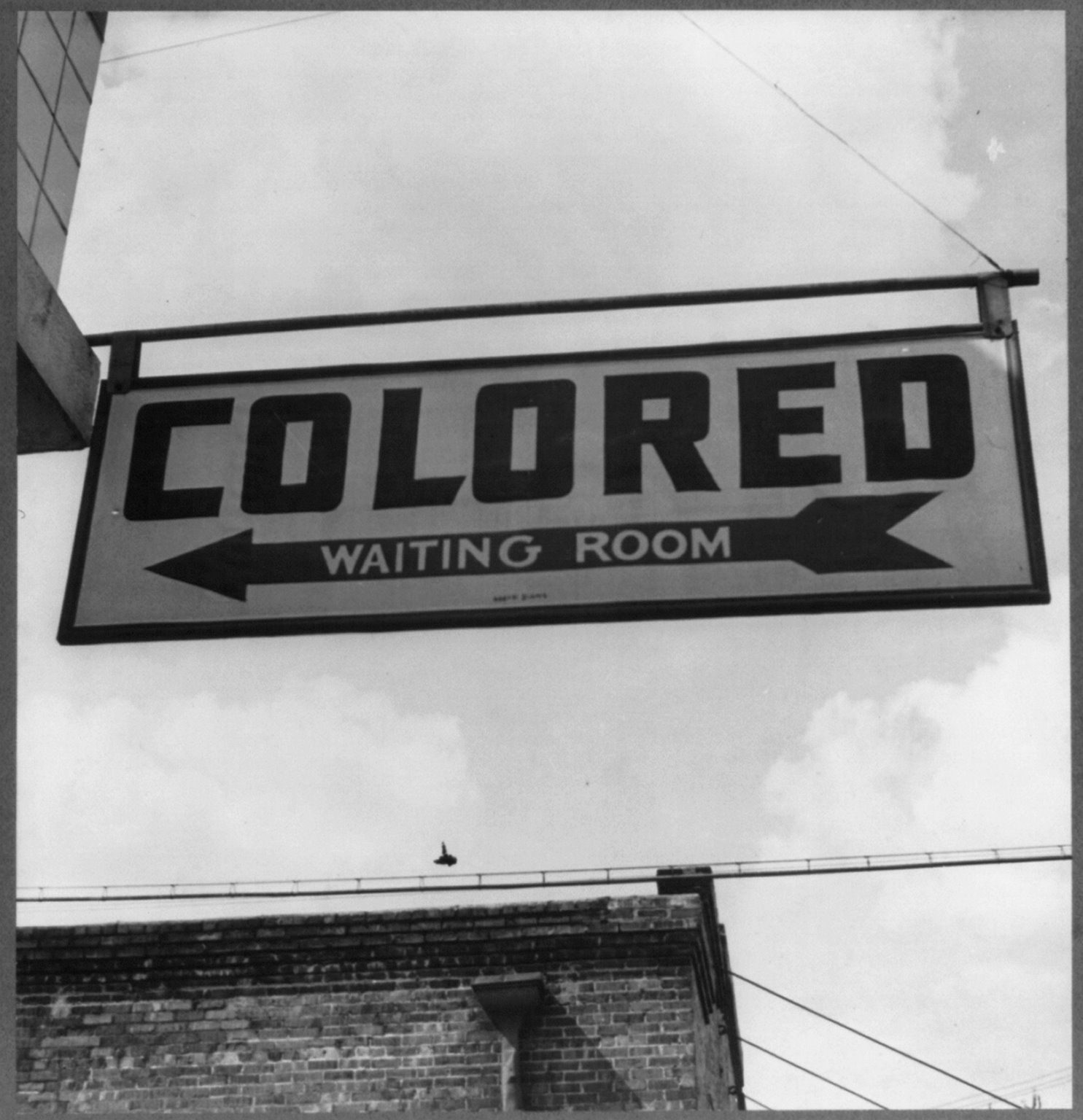
Bord bij een bushalte in 1943 in Rome, Georgia

Vanaf de Amerikaanse Burgeroorlog tot eind jaren 1960 werden Afro-Amerikanen in de Verenigde Staten systematisch gescheiden van Europese Amerikanen. Deze rassensegregatie, die het meest uitgesproken was in de voormalige Geconfedereerde Staten van Amerika, bestond de facto al tijdens de slavernij, toen de staten elk hun eigen slave code hadden. Na de Amerikaanse Burgeroorlog kwamen daar de Black Codes voor in de plaats, en na de Reconstructie moesten de Jim Crow-wetten de segregatie bestendigen. Hoewel deze wetten ingingen tegen het verbod op discriminatie in de Grondwet van de Verenigde Staten, hielden ze door de separate but equal-doctrine lang stand. Op grond van deze doctrine mochten zaken als huisvesting, medische zorg, onderwijs, werkgelegenheid en vervoer per ras worden gescheiden, mits zij voor elk ras van hetzelfde niveau waren. In de praktijk bleken de voorzieningen voor Afro-Amerikanen bijna altijd slechter te zijn. Met borden werd aangeduid waar zij gebruik van mochten maken.

## Geschiedenis

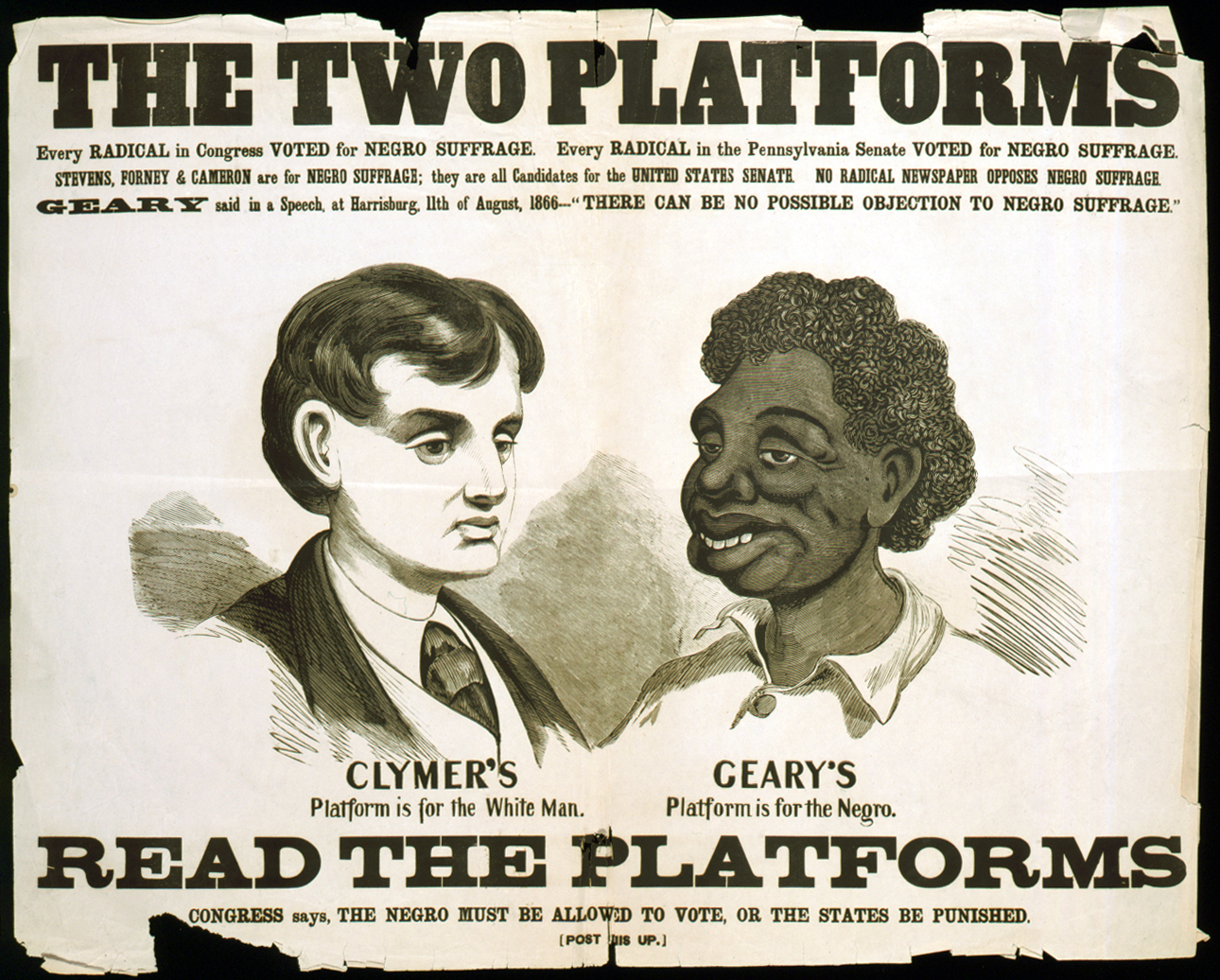
Campagneposter voor gouverneursverkiezingen in Pennsylvania van 1866 waarin Democratische kandidaat Hiester Clymer zijn Radicaal Republikeinse opponent John W. Geary aanviel op diens steun voor het kiesrecht voor Afro-Amerikanen

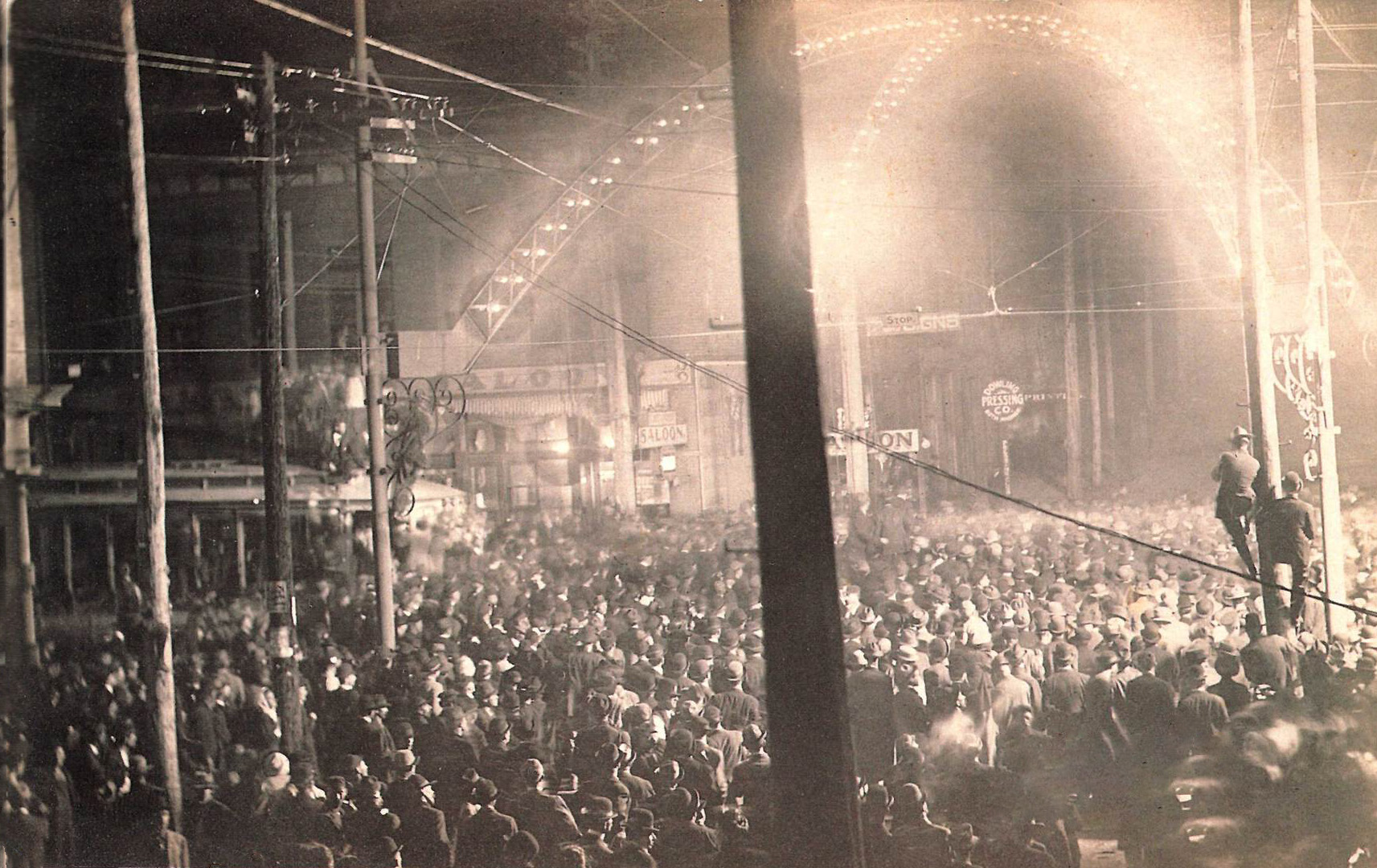
Het radicaal racisme leidde regelmatig tot het lynchen van Afro-Amerikanen, Mexicanen en Chinezen. Daarbij waren soms duizenden toeschouwers aanwezig, zoals hier bij het lynchen van Will James in Cairo in Illinois

Met de vier Reconstruction Acts werden in 1867 en 1868 de voorwaarden bepaald waarmee de zuidelijke staten weer toe mochten treden tot de Unie. Een van de voorwaarden was het ondertekenen van het Veertiende amendement van de Grondwet van de Verenigde Staten. Deze bevat de bepaling dat iedere persoon binnen het grondgebied als gelijk voor de wet behandeld moet worden. Met het Vijftiende amendement van de Grondwet van de Verenigde Staten uit 1870 werd het staten verboden om onderdanen het kiesrecht te ontnemen op basis van ras, huidskleur en voormalige status van onderworpenheid. Onder de Republikeinse Partij – destijds de partij die tegen slavernij was – was er tijdens de Reconstructie een korte liberale en progressieve periode. De carpetbaggers waren Republikeinen die vanuit het noorden naar het zuiden trokken en daar de macht naar zich toe trokken. Aanvankelijk werden zij gesteund door zuidelijke Republikeinen of scalawags, maar tijdens de jaren 1870 stapten deze veelal over naar de zuidelijke Democraten. Deze Redeemers behartigden de belangen van de oude plantagearistocratie en gebruikten hun economische macht om de Republikeinse Partij weg te vagen in het zuiden.

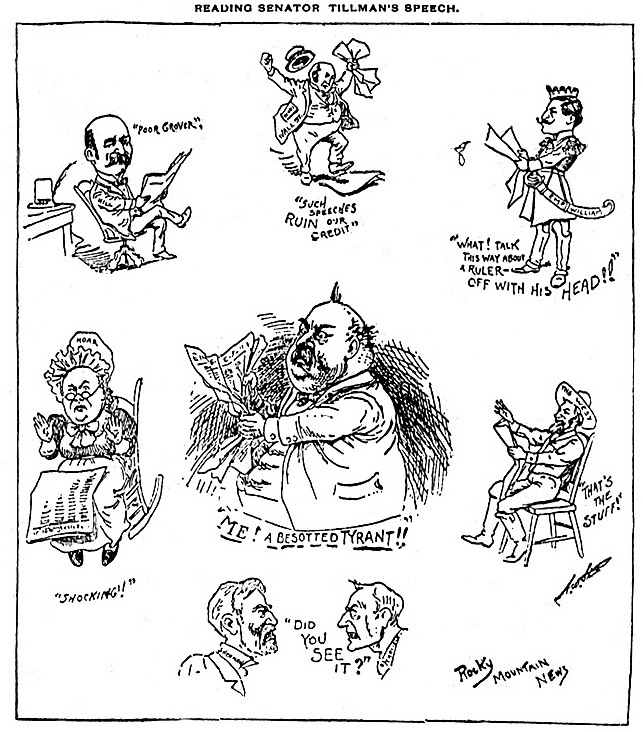
Reading Senator Tillman's Speech in Rocky Mountain News, 27 februari 1896
De ideeën van Benjamin Tillman werden in veel hogere kringen afgewezen, maar door een groot deel van de blanke bevolking in het zuiden gedragen

Daarbij werd ook zwaar geweld gebruikt door terreurorganisaties als de Knights of the White Camelia en de meer ondergrondse Ku Klux Klan. De White League vermoordde tijdens het bloedbad van Coushatta in 1874 onder meer vier leden van de familie van Marshall H. Twitchell en de Red Shirts lokten onder leiding van de latere senator Benjamin Tillman rassenrellen uit, zoals bij het bloedbad van Hamburg in 1876. Ook kwamen veelvuldig lynchpartijen voor van vooral Afro-Amerikanen, waarvan na 1900 minder dan 1 procent tot veroordelingen leidde. Historicus Joel Williamson noemde dit de periode van het radicaal racisme. Als senator verwoordde Tillman in 1900 in het Amerikaans Congres zelfs deze bereidheid tot lynchen.

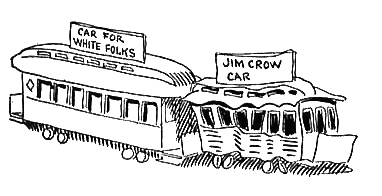
Uitsnede uit Mississippi at the St. Louis Fair van John T. McCutcheon
Separate was meestal niet equal

Naast deze gruwelen werden de democratische rechten van Afro-Amerikanen met Jim Crow-wetten steeds meer ingeperkt. In delen van het zuiden waar Afro-Amerikanen de meerderheid uitmaakten, werden aanvullende eisen aan het kiesrecht gesteld, zoals opleidingsniveau. Het verlies van kiesrecht maakte ook dat Afro-Amerikanen uitgesloten waren van juryplicht met volledig blanke jury's tot gevolg. Ook was er in veel staten een verbod op gemengde huwelijken.
Het compromis van 1877 markeerde het begin van de vermindering van de noordelijke liberale weerstand tegen discriminatie. Zo konden de Redeemers hun invloed vergroten, terwijl het noorden de interesse verloor in de Reconstructie. De verovering van de Filipijnen van 1899-1902 onder Republikeinse leiding zette een Amerikaans imperialisme in gang dat volgens senator Tillman tot gevolg had dat de Republikeinen hun kritiek op de zuidelijke segregatie in zouden slikken. Binnen de Republikeinse Partij zou de invloed van de black-and-tan-factie daarna ook afnemen door de lily-white-beweging.
Zo'n 90% van de Afro-Amerikanen woonde in het zuiden en door hun verlies van kiesrecht ontstond het Solid South, de loyaal Democratisch stemmende zuidelijke staten. De Amerikaanse presidentsverkiezingen van 1912 voltooiden dit proces toen Woodrow Wilson de eerste zuidelijke president werd sinds de burgeroorlog. Onder hem werd de rassenscheiding ook in federale instituten doorgevoerd. Hij begon op vraag van zijn kabinet in 1913 aan de segregatie van de federale arbeidsplaatsen.
Nog onder de Republikeinen was in het zuiden een systeem opgezet van openbare scholen waarmee ook Afro-Amerikanen toegang kregen tot onderwijs. Integratie stond daarbij niet voorop en zo ontstond een informeel gescheiden schoolsysteem. Toen de Democraten aan de macht kwamen, werd het budget hiervoor verlaagd. De Jim Crow-wetten werden bestendigd door de uitspraak in 1896 in Plessy v Ferguson, waarmee de separate but equal-doctrine werd ingevoerd. In het noorden werden deze wetten weliswaar niet ingevoerd, maar ontstond de facto segregatie met gescheiden scholen. Het zou zelfs beter zijn voor de Afro-Amerikanen om gescheiden scholing te ontvangen. Het was niet altijd zo dat wetten bestaande praktijken formeel vastlegden. Zo boden enkele streetcar-bedrijven lange tijd weerstand tegen gescheiden vervoer.
De haat in het zuiden tegenover de zwarten was dusdanig dat de Zuid-Afrikaanse politicus en voorstander van segregatie Maurice Smethurst Evans ervan schrok. Volgens Evans waren raciale vooroordelen weliswaar gerechtvaardigd, maar desondanks vond hij de blanke vijandigheid jegens de zwarten in de zuidelijke Amerikaanse staten pijnlijk om te zien. Tegelijkertijd hadden veel blanke zuidelijke Amerikanen een dubbele houding, aangezien zij ondanks hun grote antipathie tegen de Afro-Amerikanen afhankelijk waren van hun goedkope arbeid. Dit kwam onder meer tot uiting in sundown towns, waar zwarte mensen na zonsondergang niet mochten verblijven.
De Eerste Wereldoorlog had tot gevolg dat er naast de push van de Jim Crow-wetten in het zuiden ook een pull ontstond in het noorden. Hier groeide door verminderde migratie uit Europa en verhoogde vraag door de oorlog het arbeidstekort in de industriesteden, met de grote Afro-Amerikaanse volksverhuizing tot gevolg. Onder de Afro-Amerikaanse bevolking groeide een nieuw bewustzijn met zwarte soldaten die terugkeerden uit Europa en daar niet voor bedankt werden, maar die een haatdragend onthaal kregen. In het noorden ging de Harlem Renaissance gepaard met de stijlvolle New Negro, terwijl Marcus Garvey de National Association for the Advancement of Colored People (NAACP) en de Back to Africa-beweging begon. In het noorden werd zo steeds meer duidelijk dat de happy darky een blackface-karikatuur was. Tegelijkertijd ontstond met het garveyisme een militantere houding die een eigen segregatie voorstond en zo zelfs aansluiting vond bij de Ku Klux Klan, wat voor verwijdering zorgde met activisten als W.E.B. Du Bois die meer integratie zochten. Met de aankomst in het noorden verkregen die Afro-Amerikanen weer stemrecht en vonden vooral aansluiting bij de Democratische Partij daar. De zuidelijke Democraten bleven echter nog lang volharden in hun politiek van blanke superioriteit.

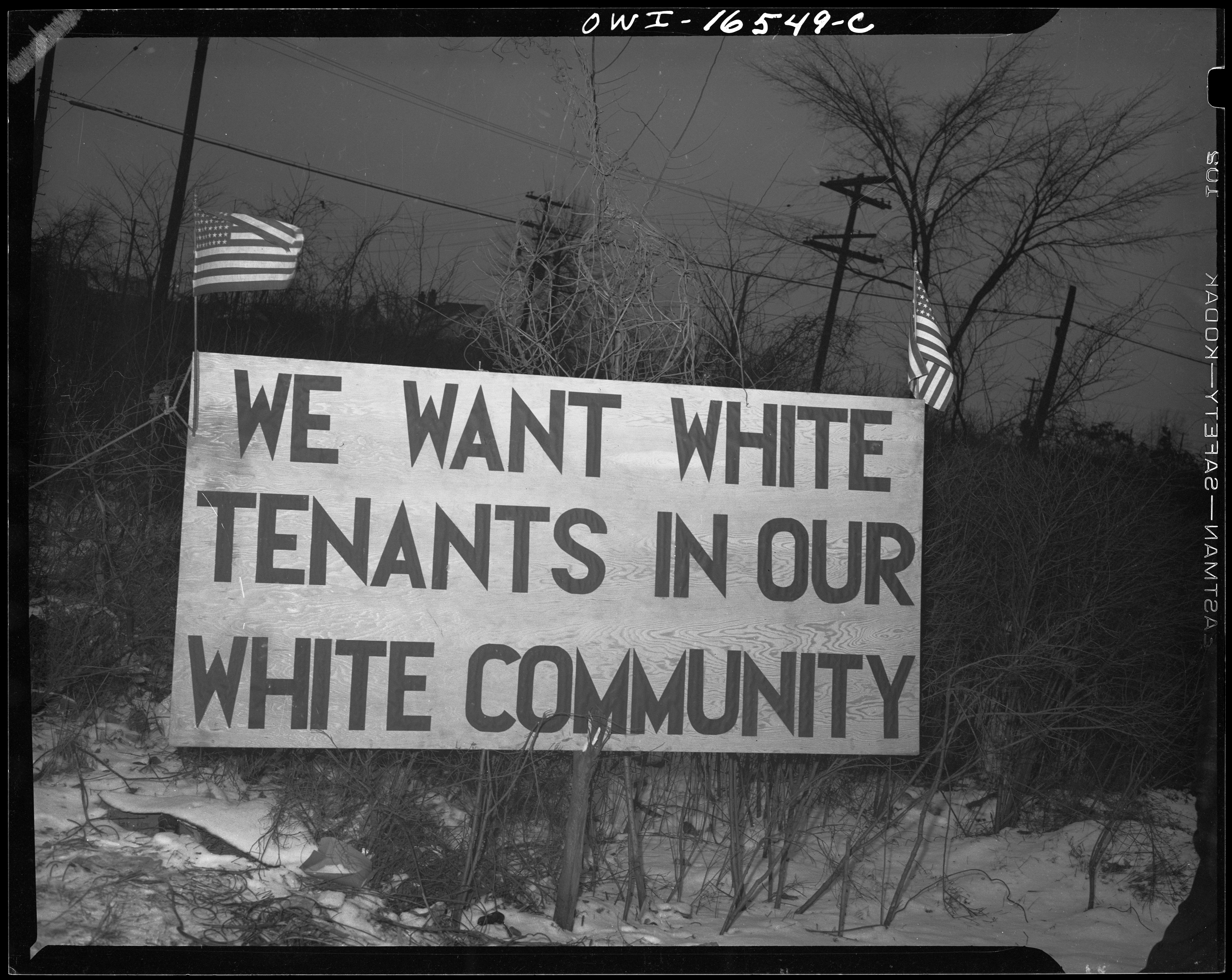
Bord bij de Sojourner Truth Homes in Detroit waarmee in 1942 geprotesteerd werd tegen de komst van zwarte inwoners. Later zouden hier veel Motown-zanggroepen wonen

In het noorden verliep de migratie echter ook niet vlekkeloos. De komst van de grote aantallen Afro-Amerikanen in de noordelijke en westelijke steden bracht een nieuwe segregatie op gang, ditmaal een economische. Van de blanke stadsbewoners trok een groot deel naar de buitenwijken en voorsteden, de white flight. Daarnaast werd de grote aanvoer van goedkope arbeidskrachten wel als een bedreiging gezien door de blanke arbeidersklasse, veelal recente migranten uit achtergebleven gebieden in Europa. Voor het zuiden was het verdwijnen van een groot deel van de zwarte bevolking een dilemma. Enerzijds waren deze met grote vijandigheid behandeld en aanvankelijk werd de migratie dan ook positief ontvangen. Naarmate de aantallen toenamen, ontstond er echter een probleem voor een economie die gebaseerd was op deze goedkope arbeidskrachten. Daarop werden er initiatieven ontplooid om de migratie te stoppen. Toen salarisverhogingen en verbeteringen van de omstandigheden niet hielpen, werd geprobeerd om de Afro-Amerikanen te belemmeren in hun mogelijkheden om te reizen. Senator Narciso Gender Gonzales van South Carolina vatte het dilemma al eerder samen als:
Politically speaking there are far too many negroes in South Carolina, but from an industrial standpoint there is room for many more.
Na de Tweede Wereldoorlog groeide het besef dat de behandeling van de Afro-Amerikanen parallellen had met het Duitse antisemitisme en dat deze situatie in lijn moest worden gebracht met de uitgedragen idealen als een beacon of freedom voordat er werkelijk internationaal leiderschap mogelijk was. Zo schreef het Commission to Study the Organization of Peace (CSOP):
We may be chastened by Wilson's rejection at Paris of the principle of racial equality–a rejection which embittered the Oriental world. The cancerous Negro situation in our country gives fodder to enemy propaganda and makes our ideals stick like dry bread in the throat. In anti-Semitism we are a mirror of Nazi grimaces. These motes in our own eye are not to be passed over. There is, however, a vast difference between a governmental policy of persecution, as in Germany, and laggard customs which have not yet been broken on the wheel of a legal policy which forbids them. We cannot postpone international leadership until our own house is completely in order. Nor can we expect nations to agree that their own houses should be brought into order by the direct intervention of international agencies. We have only to consider the difficulties which any such course would encounter in our own or other countries. Through revulsion against Nazi doctrines, we may, however, hope to speed up the process of bringing our own practices in each nation more in conformity with our professed ideals.
Inderdaad maakte de Sovjet-Unie hier gebruik van in reactie op kritiek op schendingen van mensenrechten in de Sovjet-Unie. Die kritiek werd vanaf de jaren 1930 gepareerd met verwijzingen naar schendingen van mensenrechten in de Verenigde Staten met de woorden And you are lynching Negroes. De Koude Oorlog en de dekolonisatie maakten het nog wenselijker om zo de hearts and minds te winnen van ontwikkelingslanden.
Het Amerikaanse leger was altijd al raciaal gesegregeerd geweest, vanaf zijn oprichting tijdens de Amerikaanse Revolutie (1765 - 1783) tot de uitvaardiging door president Truman van zijn Executive Order 9981 na de Tweede Wereldoorlog, in 1948. De laatste formele vormen van rassenscheiding in het leger verdwenen aan het einde van de Koreaanse Oorlog (1950 - 1954).

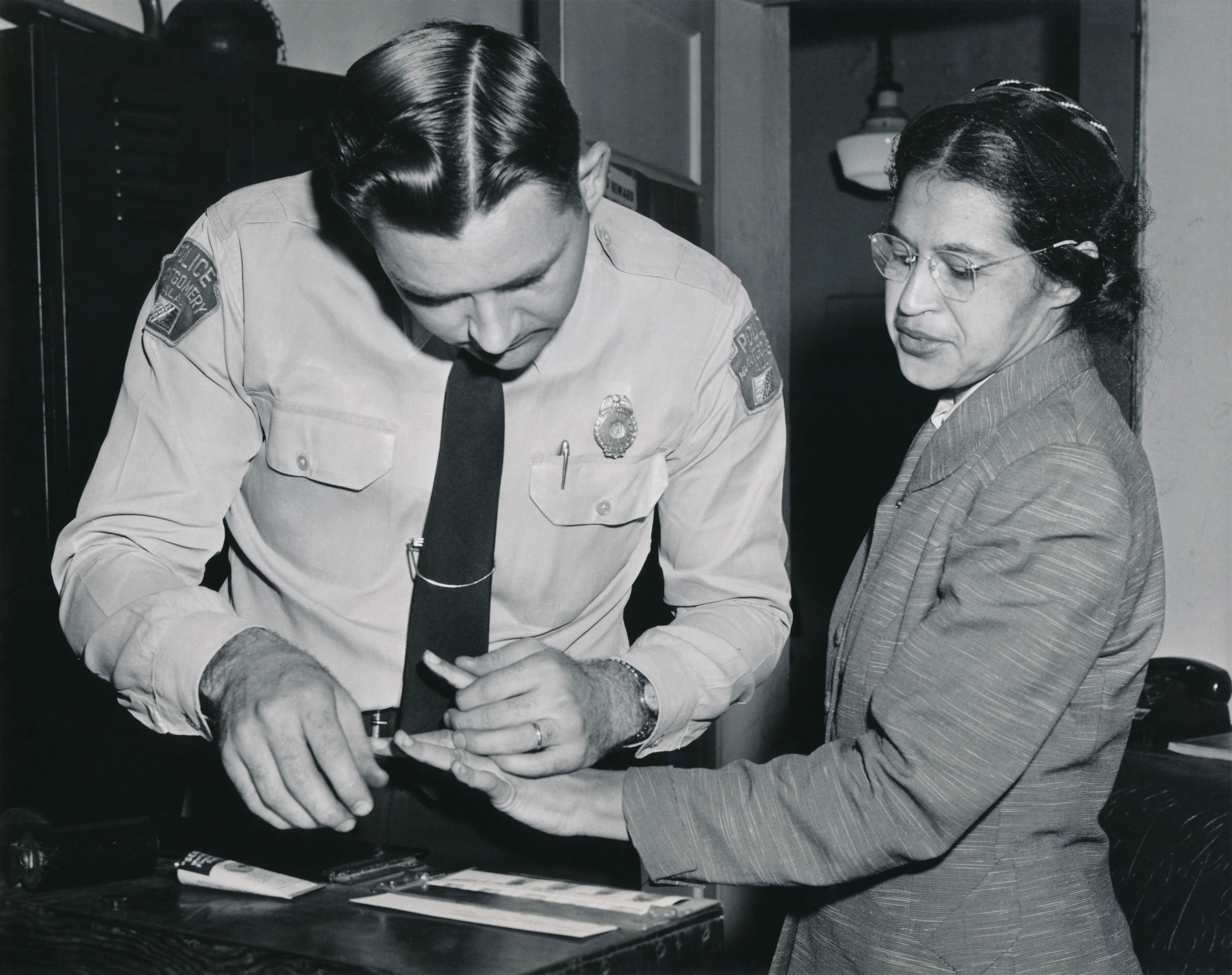
Rosa Parks na haar arrestatie in 1956 voor deelname aan de Montgomery-busboycot

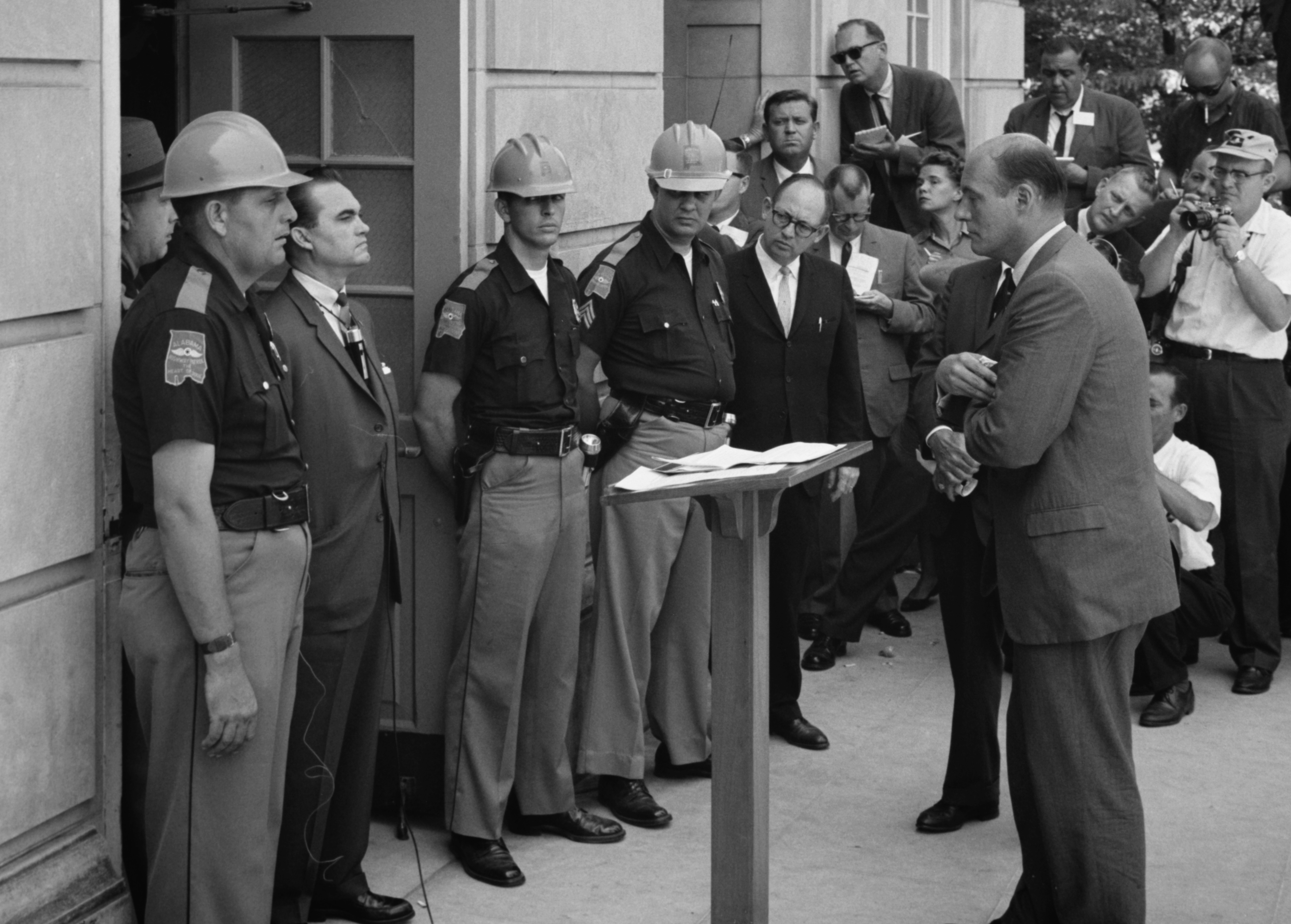
Gouverneur Wallace van Alabama in 1963 tijdens zijn stand in the schoolhouse door in een poging om integratie op de University of Alabama tegen te gaan

Naast de buitenlandse druk ontstond in de jaren 1950 de Afro-Amerikaanse burgerrechtenbeweging. Met Brown v. Board of Education werd in 1954 weliswaar de segregatie op openbare scholen opgeheven, maar het zou tot 1967 duren voordat alle Jim Crow-wetten teruggedraaid waren. Enerzijds bestond de beweging uit geweldloze protesten en burgerlijke ongehoorzaamheid als de Montgomery-busboycot na de arrestatie van Rosa Parks in 1955, de Greensboro-sit-ins in 1960 en de mars naar Washington van 1963. Anderzijds ging het protest gepaard met jarenlange rassenrellen, beginnend met de rassenrellen in Harlem in 1964 en de Watts-rellen in 1965. Tijdens de lange hete zomer van 1967 deed politiechef Walter E. Headley de uitspraak when the looting starts, the shooting starts. De moord op Martin Luther King Jr. in 1968 werd gevolgd door de zwaarste rellen sinds de Burgeroorlog.
Met de Civil Rights Act of 1964 werd de segregatie op openbare plaatsen afgeschaft, terwijl de Voting Rights Act van 1965 het kiesrecht teruggaf en Loving v. Virginia uit 1967 de verboden op gemengde huwelijken teniet deed. Dat het zo lang duurde, kwam mede doordat desegregatie geassocieerd werd met communisme ten tijde van het mccarthyisme, maar vooral door het diepgewortelde racisme onder blanke segregationisten en de angst om privileges kwijt te raken, zoals gepersonifieerd door gouverneur George Wallace van Alabama. De werkelijke integratie was dan ook niet voltooid in 1967, maar begon pas.